# Reżgale
Reżgale (lit. Rėžgaliai) – wieś na Litwie, w okręgu mariampolskim, w rejonie szakowskim.